# Відкритий чемпіонат Австралії з тенісу 2005
Відкритий чемпіонат Австралії з тенісу 2005 — тенісний турнір, що проходив між 17 січня та 30 січня 2005 року на кортах Мельбурн-Парку в Мельбурні, Австралія. Це — 93-ий чемпіонат Австралії з тенісу і перший турнір Великого шолома в 2005 році. Турнір входив до програм ATP та WTA турів.

## Події
Минулорічний чемпіон серед чоловіків Роджер Федерер поступився в півфіналі минулорічному фіналісту Марату Сафіну. Сафін виграв турнір. Ця перемога стала для нього другою в турнірах Великого шолома (і останньою). Чемпіоном Австралії він став уперше. 
Минулорічна чемпіонка Жустін Енен-Арденн пропустила турнір через травму й титул не захищала. Перемогла Серена Вільямс, здобувши свій сьомий титул Великого шолома й удруге ставши чемпіонкою Австралії.
Саманта Стосур виграла свій перший Великий шолом у міксті.

## Результати фінальних матчів

### Дорослі
| Одиночний розряд. Чоловіки      |                                 |                    |
| Марат Сафін                     | Ллейтон Г'юїтт                  | 1–6, 6–3, 6–4, 6–4 |
|                                 |                                 |                    |
| Одиночний розряд. Жінки         |                                 |                    |
| Серена Вільямс                  | Ліндсі Девенпорт                | 2–6, 6–3, 6–0      |
|                                 |                                 |                    |
| Парний розряд. Чоловіки         |                                 |                    |
| Вейн Блек Кевін Улльєтт         | Боб Браян Майк Браян            | 6–4, 6–4           |
|                                 |                                 |                    |
| Парний розряд. Жінки            |                                 |                    |
| Світлана Кузнецова Алісія Молік | Ліндсі Девенпорт Коріна Мораріу | 6–3, 6–4           |
|                                 |                                 |                    |
| Мікст                           |                                 |                    |
| Саманта Стосур Скотт Дрейпер    | Лізель Губер Кевін Улльєтт      | 6–2, 2–6, [10–6]   |
|                                 |                                 |                    |

### Юніори
| Одиночний розряд. Хлопці          |                             |          |
| Доналд Янг                        | Кім Сун Юн                  | 6–2, 6–4 |
|                                   |                             |          |
| Одиночний розряд. Дівчата         |                             |          |
| Вікторія Азаренко                 | Агнеш Савай                 | 6–2, 6–2 |
|                                   |                             |          |
| Парний розряд. Хлопці             |                             |          |
| Кім Сун Юн Ї Чухуань              | Тімо де Баккер Доналд Янг   | 6–3, 6–4 |
|                                   |                             |          |
| Парний розряд. Дівчата            |                             |          |
| Вікторія Азаренко Марина Еракович | Нікола Франкова Агнеш Савай | 6–0, 6–2 |
|                                   |                             |          |